# Bridget Pettis
Bridget Pettis (East Chicago, 1º gennaio 1971) è un'ex cestista e allenatrice di pallacanestro statunitense, professionista nella WNBA.

## Carriera
È stata selezionata dalle Phoenix Mercury come 7ª scelta assoluta dell'Elite draft del Draft WNBA 1997.

## Palmarès
- Migliore tiratrice di liberi WNBA (1997)